# Funaria bonplandii
Funaria bonplandii là một loài Rêu trong họ Funariaceae. Loài này được (Hook.) Broth. mô tả khoa học đầu tiên năm 1903.